# Thông tin sai lệch
Thông tin sai lệch là thông tin có nội dung sai hoặc không chính xác. Ví dụ về thông tin sai lệch bao gồm tin đồn sai lệch, lăng mạ và chơi khăm, trong khi các ví dụ về thông tin sai lệch có chủ ý hơn bao gồm nội dung độc hại như trò lừa bịp, tấn công giả mạo và tuyên truyền thông qua truyền thông. Tin tức chế giễu hoặc châm biếm cũng có thể trở thành thông tin sai lệch nếu nó được coi là nghiêm trọng bởi sự vô ý và lan truyền như thể đó là sự thật. Các thuật ngữ "thông tin sai lệch" và "thông tin sai trái" có liên quan đến thuật ngữ "Tin giả", được một số học giả định nghĩa là thông tin bịa đặt bắt chước nội dung phương tiện truyền thông cùng dạng nhưng khác biệt trong quá trình tổ chức hoặc ý đồ phát tán.

## Lịch sử
Lịch sử của thông tin sai lệch, cùng với thông tin sai trái và tuyên truyền, là một phần của lịch sử truyền thông đại chúng. Những ví dụ ban đầu được trích dẫn trong một bài báo năm 2017 của Robert Darnton  là những lời lăng mạ và bôi nhọ giữa các đối thủ chính trị ở Hoàng gia và Phục hưng Ý dưới dạng "pasquinades, ẩn danh và câu thơ dí dỏm được đặt tên cho quảng trường Pasquino và" bức tượng biết nói" tại Rome, và ở Pháp trước cách mạng là "canards", hoặc các bản in rộng rãi đôi khi có cả một bản khắc để giúp thuyết phục độc giả nghiêm túc tin vào những câu chuyện hoang đường của họ.
Sự lan truyền ở Châu Âu và Bắc Mỹ của máy in cơ giới của Julian Gutenberg đã làm tăng cơ hội truyền bá thông tin sai lệch bằng tiếng Anh. Năm 1835, New York Sun đã xuất bản trò lừa đảo tin tức quy mô lớn đầu tiên, được gọi là "Great Moon Hoax", đó là một loạt sáu bài báo tuyên bố về cuộc sống trên Mặt trăng, "hoàn chỉnh với hình minh họa về sinh vật dơi hình người và kỳ lân xanh có râu."  Tốc độ nhanh và đôi khi đầy những tác phẩm nổi bật của các bảng tin sản xuất hàng loạt cũng dẫn đến các bản sao đầy rẫy những lỗi và lỗi thực tế bất cẩn, như tiêu đề nổi tiếng năm 1948 của Chicago Tribune "Dewey Defeats Truman".
Trong cái gọi là Thời đại Thông tin, các trang mạng xã hội đã trở thành một phương tiện đáng chú ý cho việc truyền bá thông tin sai lệch, "tin giả" và tuyên truyền. Các trang web này cung cấp cho người dùng khả năng truyền bá thông tin nhanh chóng đến những người dùng khác mà không cần sự cho phép của người gác cổng như biên tập viên, người có thể yêu cầu xác nhận sự thật trước khi cho phép xuất bản. Các nhà báo ngày nay bị chỉ trích vì giúp truyền bá thông tin sai lệch trên các nền tảng này, nhưng nghiên cứu như từ Starbird et al. và Arif et al. cho thấy họ cũng đóng một vai trò trong việc kiềm chế sự lan truyền thông tin sai lệch trên phương tiện truyền thông xã hội thông qua việc chữa lỗi và phủ nhận tin đồn sai lệch.